# О́
Cette page contient des caractères spéciaux ou non latins. S’ils s’affichent mal (▯, ?, etc.), consultez la page d’aide Unicode.
Ne doit pas être confondu avec la lettre latine o accent aigu Ó.
Le o accent aigu (capitale О́, minuscule о́) est une lettre de l'alphabet cyrillique utilisée dans certaines langues comme le biélorusse, le kirghize, le russe, ou le rusyn lorsque l’intonation est indiquée à l’aide de l’accent aigu.

## Utilisations
Le О́ est utilisé en russe lorsque l’intonation d’une syllabe est indiquée sur la voyelle О.

## Représentations informatiques
Le o accent aigu peut être représenté avec les caractères Unicode suivants :
- décomposé (cyrillique, diacritiques)[1],[2] :

| formes    | représentations | chaînes de caractères | points de code | descriptions                                          |
| --------- | --------------- | --------------------- | -------------- | ----------------------------------------------------- |
| capitale  | О́               | О◌́                    | U+041E U+0301  | lettre majuscule cyrillique o diacritique accent aigu |
| minuscule | о́               | о◌́                    | U+043E U+0301  | lettre minuscule cyrillique o diacritique accent aigu |